# Walnut Grove, Alabama
Walnut Grove är en kommun (town) i Etowah County i Alabama. Vid 2020 års folkräkning hade Walnut Grove 773 invånare.